# Maristenpatres
Die Maristenpatres, in der Langform Patres und Brüder der Gesellschaft Mariens (lateinisch Societas Mariae, Ordenskürzel: SM), sind eine von Jean-Claude Colin gegründete katholische Ordensgemeinschaft.

## Geschichte
Eine Gruppe von Studenten des Priesterseminars des Erzbistums Lyon legte am 23. Juli 1816, einen Tag nach ihrer Priesterweihe, in der Wallfahrtskirche von Fourvière das Versprechen ab, eine Unserer Lieben Frau geweihte Gesellschaft zu gründen. Sie wollten „gleichsam unbekannt und verborgen mitten in der Welt wirken – wie Maria“. Einer von ihnen war Jean-Claude Colin. Als Vikar in Cerdon suchte und fand er Unterstützer dieses Vorhabens, so dass er schließlich die Gemeinschaft im Jahre 1824 förmlich gründen konnte.
Gleichzeitig mit der offiziellen Anerkennung durch Papst Gregor XVI. im Jahr 1836 übernahmen die Maristenpatres die Missionen in der westlichen Südsee. Der heilige Peter Chanel starb auf der Insel Futuna 1841 als Märtyrer. 1900 wurde in Meppen eine Schule zur Ausbildung von deutschen Missionaren gegründet. Die 1873 genehmigte Ordensregel basiert auf der der Jesuiten, wobei der Marienverehrung besonderer Raum gegeben wurde.
Aus der ursprünglichen Idee, „die ganze Welt maristisch zu machen“, indem die Gemeinschaft für alle offen ist, entstanden die verschiedenen Zweige der Maristenfamilie: Neben den Maristenpatres gibt es die Maristenbrüder (FMS), Maristenschwestern (SM), Maristenmissionsschwestern (SMSM) und die Laienmaristen. Heute leben und arbeiten etwa 1.200 Patres und Brüder in dreißig Ländern.

## Niederlassungen in Deutschland
Niederlassungen in Deutschland sind: Meppen (seit 1900), Fürstenzell (Niederbayern, seit 1931) und Passau (seit 1978). Früherer Niederlassungen waren in Niederachdorf, Köln, Ahmsen (Emsland, 1923–2014) und Dessau (1992–2021). Zu den Schwerpunkten gehören die Jugenderziehung, die Bildung, die Seelsorge und die Missionierung.

## Generalsuperiore
- Jean-Claude-Marie Colin (24. September 1836 – 9. Mai 1854)
- Julien Favre (10. Mai 1854 – 25. März 1885)
- Antoine Martin (21. August 1886 – 25. März 1905)
- Jean-Claude Raffin (7. August 1905 – 31. Juli 1922)
- Ernest Rieu (11. August 1923 – 20. September 1947)
- Alcime Cyr (1947–1961)
- Joseph Buckley (26. August 1961 – 11. September 1969)
- Roger Dumortier (8. Dezember 1969 – 18. September 1977)
- Bernard Ryan (19. September 1977 – 20. September 1985)
- John Jago (1985–1993)
- Joaquín Fernández Viejo (14. September 1993–2001)
- Jan Hulshof (20. September 2001 – 10. September 2009)
- John Hannan (2009–2017)
- John Larsen (seit 2017)